# Lekkoatletyka na Igrzyskach Śródziemnomorskich 1983
Zawody lekkoatletyczne na igrzyskach śródziemnomorskich w 1983 odbyły się w dniach 12–16 września w Casablance. Po raz pierwszy kobiety rywalizowały w biegu na 3000 metrów i biegu na 400 metrów przez płotki, a także w siedmioboju rozgrywanym zamiast pięcioboju.

## Wyniki

### Mężczyźni

#### konkurencje biegowe
| Konkurencja:                       | 1. miejsce                                                                             | Rezultat   | 2. miejsce                                                                              | Rezultat | 3. miejsce                                                                               | Rezultat |
| Bieg na 100 metrów                 | Pierfrancesco Pavoni · Włochy                                                          | 10,24      | Antoine Richard · Francja                                                               | 10,26    | Stefano Tilli · Włochy                                                                   | 10,29    |
| Bieg na 200 metrów                 | Pietro Mennea · Włochy                                                                 | 20,30      | Jean-Jacques Boussemart · Francja                                                       | 20,41    | Carlo Simionato · Włochy                                                                 | 20,63    |
| Bieg na 400 metrów                 | Aldo Canti · Francja                                                                   | 45,29 GR   | Hector Llatser · Francja                                                                | 45,79    | Željko Knapić · Jugosławia                                                               | 45,95    |
| Bieg na 800 metrów                 | Saïd Aouita · Maroko                                                                   | 1:51,45    | Faouzi Lahbi · Maroko                                                                   | 1:51,63  | Colomán Trabado · Hiszpania                                                              | 1:52,19  |
| Bieg na 1500 metrów                | Saïd Aouita · Maroko                                                                   | 3:39,19 GR | José Luis González · Hiszpania                                                          | 3:39,59  | José Manuel Abascal · Hiszpania                                                          | 3:39,64  |
| Bieg na 5000 metrów                | Alberto Cova · Włochy                                                                  | 13:57,77   | Filipos Filipu · Grecja                                                                 | 13:59,37 | Antonio Prieto · Hiszpania                                                               | 13:59,91 |
| Bieg na 10 000 metrów              | Thierry Watrice · Francja                                                              | 29:05,95   | Venanzio Ortis · Włochy                                                                 | 29:12,89 | Luis Adsuara · Hiszpania                                                                 | 29:19,25 |
| Maraton                            | Mehmet Terzi · Turcja                                                                  | 2:22:33    | Ahmet Altun · Turcja                                                                    | 2:22:52  | Honorato Hernández · Hiszpania                                                           | 2:23:15  |
| Bieg na 110 metrów przez płotki    | Javier Moracho · Hiszpania                                                             | 13,54      | Carlos Sala · Hiszpania                                                                 | 13,55    | Daniele Fontecchio · Włochy                                                              | 13,64    |
| Bieg na 400 metrów przez płotki    | José Alonso · Hiszpania                                                                | 50,96      | Carlos Azulay · Hiszpania                                                               | 51,90    | Ahmed Ghanem · Egipt                                                                     | 51,99    |
| Bieg na 3000 metrów z przeszkodami | Joseph Mahmoud · Francja                                                               | 8:19,29 GR | Domingo Ramón · Hiszpania                                                               | 8:19,60  | Francisco Sánchez · Hiszpania                                                            | 8:20,67  |
| Sztafeta 4 × 100 metrów            | Pierfrancesco Pavoni · Carlo Simionato · Stefano Tilli · Pietro Mennea · Włochy        | 38,76 GR   | Thierry François · Marc Gasparoni · Antoine Richard · Jean-Jacques Boussemart · Francja | 39,54    | Angelos Angelidis · Theódoros Gatzios · Nikólaos Hatzinicolaou · Kosmas Stratos · Grecja | 40,31    |
| Sztafeta 4 × 400 metrów            | Jean-Jacques Février · Hector Llatser · Jean-Jacques Boussemart · Aldo Canti · Francja | 3:04,38    | Daniele D’Amico · Roberto Ribaud · Donato Sabia · Mauro Zuliani · Włochy                | 3:04,54  | Antonio Sánchez · Benjamín González · José Alonso · Ángel Heras · Hiszpania              | 3:06,54  |
| Chód na 20 kilometrów              | Maurizio Damilano · Włochy                                                             | 1:23:19 GR | Gérard Lelièvre · Francja                                                               | 1:24:32  | Sergio Spagnulo · Włochy                                                                 | 1:27:54  |

#### konkurencje techniczne
| Konkurencja:   | 1. miejsce                    | Rezultat   | 2. miejsce                 | Rezultat | 3. miejsce                                        | Rezultat |
| Skok wzwyż     | Othmane Belfaa · Algieria     | 2,26 m =GR | Bernard Bachorz · Francja  | 2,26 m   | Franck Verzy · Francja                            | 2,22 m   |
| Skok o tyczce  | Patrick Abada · Francja       | 5,55 m GR  | Serge Leveur · Francja     | 5,30 m   | Mauro Barella · Włochy · Viktor Drechsel · Włochy | 5,10 m   |
| Skok w dal     | Dimitrios Delifotis · Grecja  | 7,77 m     | Antonio Corgos · Hiszpania | 7,75 m   | Marco Piochi · Włochy                             | 7,74 m   |
| Trójskok       | Dimitrios Mikhas · Grecja     | 16,70 m    | Dario Badinelli · Włochy   | 16,50 m  | Christian Valétudié · Francja                     | 16,33 m  |
| Pchnięcie kulą | Jovan Lazarević · Jugosławia  | 20,05 m GR | Alessandro Andrei · Włochy | 19,61 m  | Vladimir Milić · Jugosławia                       | 19,40 m  |
| Rzut dyskiem   | Kostas Jeorjakopulos · Grecja | 62,58 m GR | Mohamed Hamed · Egipt      | 61,24 m  | Marco Martino · Włochy                            | 58,72 m  |
| Rzut młotem    | Giampaolo Urlando · Włochy    | 69,94 m GR | Orlando Bianchini · Włochy | 68,58 m  | Raúl Jimeno · Hiszpania                           | 67,16 m  |
| Rzut oszczepem | Agostino Ghesini · Włochy     | 79,28 m    | Charlus Bertimon · Francja | 78,12 m  | Tarek Chaabani · Tunezja                          | 73,28 m  |
| Dziesięciobój  | Joško Vlašić · Jugosławia     | 7440 pkt   | Hubert Indra · Włochy      | 7314 pkt | Mohamed Bensaad · Algieria                        | 7197 pkt |

### Kobiety

#### konkurencje biegowe
| Konkurencja:                    | 1. miejsce                                                                                  | Rezultat   | 2. miejsce                                                                         | Rezultat | 3. miejsce                                                                              | Rezultat |
| Bieg na 100 metrów              | Rose-Aimée Bacoul · Francja                                                                 | 11,19 GR   | Marisa Masullo · Włochy                                                            | 11,47    | Marie-France Loval · Francja                                                            | 11,62    |
| Bieg na 200 metrów              | Rose-Aimée Bacoul · Francja                                                                 | 22,67      | Liliane Gaschet · Francja                                                          | 22,97    | Marisa Masullo · Włochy                                                                 | 23,12    |
| Bieg na 400 metrów              | Raymonde Naigre · Francja                                                                   | 52,78      | Erica Rossi · Włochy                                                               | 53,83    | Cosetta Campana · Włochy                                                                | 54,52    |
| Bieg na 800 metrów              | Nathalie Thoumas · Francja                                                                  | 2:07,06    | Slobodanka Čolović · Jugosławia                                                    | 2:07,34  | Mirela Šket · Jugosławia                                                                | 2:07,70  |
| Bieg na 1500 metrów             | Agnese Possamai · Włochy                                                                    | 4:13,58    | Marica Mršić · Jugosławia                                                          | 4:15,04  | Gloria Pallé · Hiszpania                                                                | 4:18,69  |
| Bieg na 3000 metrów             | Agnese Possamai · Włochy                                                                    | 9:15,64    | Marica Mršić · Jugosławia                                                          | 9:17,13  | Pilar Fernández · Hiszpania                                                             | 9:24,96  |
| Bieg na 100 metrów przez płotki | Michèle Chardonnet · Francja                                                                | 13,21 GR   | Elissavet Pantazi · Grecja                                                         | 13,42    | Marie-Noëlle Savigny · Francja                                                          | 13,44    |
| Bieg na 400 metrów przez płotki | Nawal El Moutawakel · Maroko                                                                | 56,59      | Giuseppina Cirulli · Włochy                                                        | 58,48    | Mojca Šavle · Jugosławia                                                                | 59,41    |
| Sztafeta 4 × 100 metrów         | Rose-Aimée Bacoul · Marie-France Loval · Marie-Christine Cazier · Liliane Gaschet · Francja | 43,36 GR   | Mary Busato · Daniela Ferrian · Marisa Masullo · Gisella Trombin · Włochy          | 44,79    | Fatima Salahi · Nawal El Moutawakel · Fatima Braiz · Naïma Benboubker · Maroko          | 46,69    |
| Sztafeta 4 × 400 metrów         | Cosetta Campana · Giuseppina Cirulli · Letizia Magenti · Erica Rossi · Włochy               | 3:33,63 GR | Liliane Gaschet · Viviane Couédriau · Raymonde Naigre · Nathalie Thoumas · Francja | 3:35,41  | Katica Mataković · Slobodanka Čolović · Mirela Šket · Elizabeta Božinovska · Jugosławia | 3:37,81  |

#### konkurencje techniczne
| Konkurencja:   | 1. miejsce                      | Rezultat   | 2. miejsce                                                            | Rezultat    | 3. miejsce                          | Rezultat |
| Skok wzwyż     | Maryse Éwanjé-Épée · Francja    | 1,89 m     | Biljana Petrović · Jugosławia · Lidija Benedetič-Lapajne · Jugosławia | 1,86 m      | ---                                 |          |
| Skok w dal     | Snežana Dančetović · Jugosławia | 6,30 m     | Naïma Benboubker · Maroko                                             | 5,95 m      | Antonella Capriotti · Włochy        | 5,94 m   |
| Pchnięcie kulą | Soultana Saroudi · Grecja       | 18,01 m GR | Simone Créantor · Francja                                             | 16,36 m     | Souad Malloussi · Maroko            | 15,30 m  |
| Rzut dyskiem   | Isabelle Accambray · Francja    | 53,70 m GR | Catherine Beauvais · Francja                                          | 53,62 m     | Renata Scaglia · Włochy             | 53,34 m  |
| Rzut oszczepem | Ana Weruli · Grecja             | 61,62 m GR | Fausta Quintavalla · Włochy                                           | 59,08 m     | Nadine Auzeil-Schoellkopf · Francja | 52,64 m  |
| Siedmiobój     | Chérifa Meskaoui · Maroko       | 5498 pkt   | Dalila Tayebi · Algieria                                              | 5456 pkt GR | Esmeralda Pecchio · Włochy          | 5379 pkt |

## Tabela medalowa
| Miejsce | Reprezentacja | Złoto | Srebro | Brąz | Razem |
| 1       | Francja       | 13    | 12     | 5    | 30    |
| 2       | Włochy        | 10    | 11     | 13   | 34    |
| 3       | Grecja        | 5     | 2      | 1    | 8     |
| 4       | Maroko        | 4     | 2      | 2    | 8     |
| 5       | Jugosławia    | 3     | 5      | 6    | 14    |
| 6       | Hiszpania     | 2     | 5      | 9    | 16    |
| 7       | Algieria      | 1     | 1      | 1    | 3     |
| 8       | Turcja        | 1     | 1      | 0    | 2     |
| 9       | Egipt         | 0     | 1      | 1    | 2     |
| 10      | Tunezja       | 0     | 0      | 1    | 1     |
| Poz.    | Razem:        | 39    | 40     | 39   | 118   |